# Török Miklós (színművész)
Török Miklós (Nagyenyed, 1848 – Nagyenyed, 1887. augusztus 30.) színész, énekes (basszus).

## Életútja
1864-ben lépett a színipályára. 1865-től Follinus János társulatában játszott, majd 1869-ben Kolozsvárra került, ahol 1872. december 5-én feleségül vette Szakáll Rózát, esküvői tanúik Gerecs János és Horváth Vince voltak. Ezután egészen haláláig feleségével együtt járták a vidéket városról városra. 1880-tól Mándoky Bélánál (három évig), 1885-ben Jakab Lajosnál, majd 1886-ban Ditrói Mórnál működött. Főként jellem- és karakterszerepeket alakított.

## Fontosabb szerepei
- Fernando (Giuseppe Verdi: A trubadúr)
- Basilio (Rossini: A sevillai borbély)